# Демо (музика)
Демо версията или демо в музиката е първоначалната версия на дадено изпълнение, най-често записвана като основа, която по-късно се надгражда, докато се стигне до студийната (и албумна) версия.
Демото е начин музикантите да представят приблизителното звучене на идеите си за музика в удобен формат, като го предоставят на звукозаписните компании, продуценти или други музиканти.
Често демо версиите на различни известни музикални изпълнения се включват като допълнителни тракове в албумите на групите, особено в луксозните издания, или излизат като отделен албум (демо албум) или демо песен.